# آيت إرناتن (أسكاون)
آيت إرناتن هي إحدى مشيخات المملكة المغربية، تتبع جغرافيا لإقليم تارودانت وإداريًا لأسكاون. يقدر عدد سكانها بـ 3344 نسمة حسب الإحصاء الرسمي للسكان والسكنى لسنة 2004.